# 大見村 (広島県)
大見村（おおみむら）は、広島県世羅郡にあった村。現在の世羅郡世羅町、三次市の一部にあたる。

## 地理
- 河川：戸張川、黒淵川[2]

## 歴史
- 1889年（明治22年）4月1日、町村制の施行により、世羅郡安田村、戸張村、徳市村が合併して村制施行し、大見村が発足[1][2]。旧村名を継承した安田、戸張、徳市の3大字を編成[2]。
  - 同年、甲山警察署（現世羅警察署）大見巡査駐在所開設[2]。
- 1920年（大正9年）射撃訓練用の射撃場を設置[2]。
- 1924年（大正13年）備後世羅畳表組合大見村支部結成[2]。
- 1955年（昭和30年）1月10日、世羅郡大見村、西大田村、東大田村と合併し、町制施行し世羅町を新設して廃止された[1][2]。
- 1957年（昭和32年）1月10日、世羅町大字徳市の一部と大字戸張の一部が双三郡吉舎町に編入[3]。

### 地名の由来
地内にまたがる山岳名による。

## 産業
- 農業、養蚕、畳表[2]

## 教育
- 1909年（明治42年）大見尋常高等小学校、新築移転[2]。1919年（大正8年）大見村農業補習学校を併置[2]。1926年（大正15年）大見村青年訓練所を併置[2]。1933年（昭和8年）講堂兼雨天体操場落成[2]。